# Francisco de Teck
Francisco José Leopoldo Frederico GCVO, DSO (em inglês: Francis Joseph Leopold Frederick; Londres, 9 de janeiro de 1870 – 22 de outubro de 1910) era um membro da família real britânica, e irmão da rainha Maria do Reino Unido.

## Legado
Francisco morreu repentinamente em 1910 aos quarenta anos de pneumonia que contraiu em Balmoral. Em sua morte prematura, pouco antes da coroação de sua irmã como rainha do Reino Unido, seu testamento abriu um precedente legal quando for selado, para evitar um possível escândalo.